# Nagaoka-kyō
Nagaoka-kyō (jap. 長岡京) − historyczna stolica Japonii w latach 784–794, na miejscu której znajduje się obecnie (2015) miasto Nagaokakyō w prefekturze Kioto.

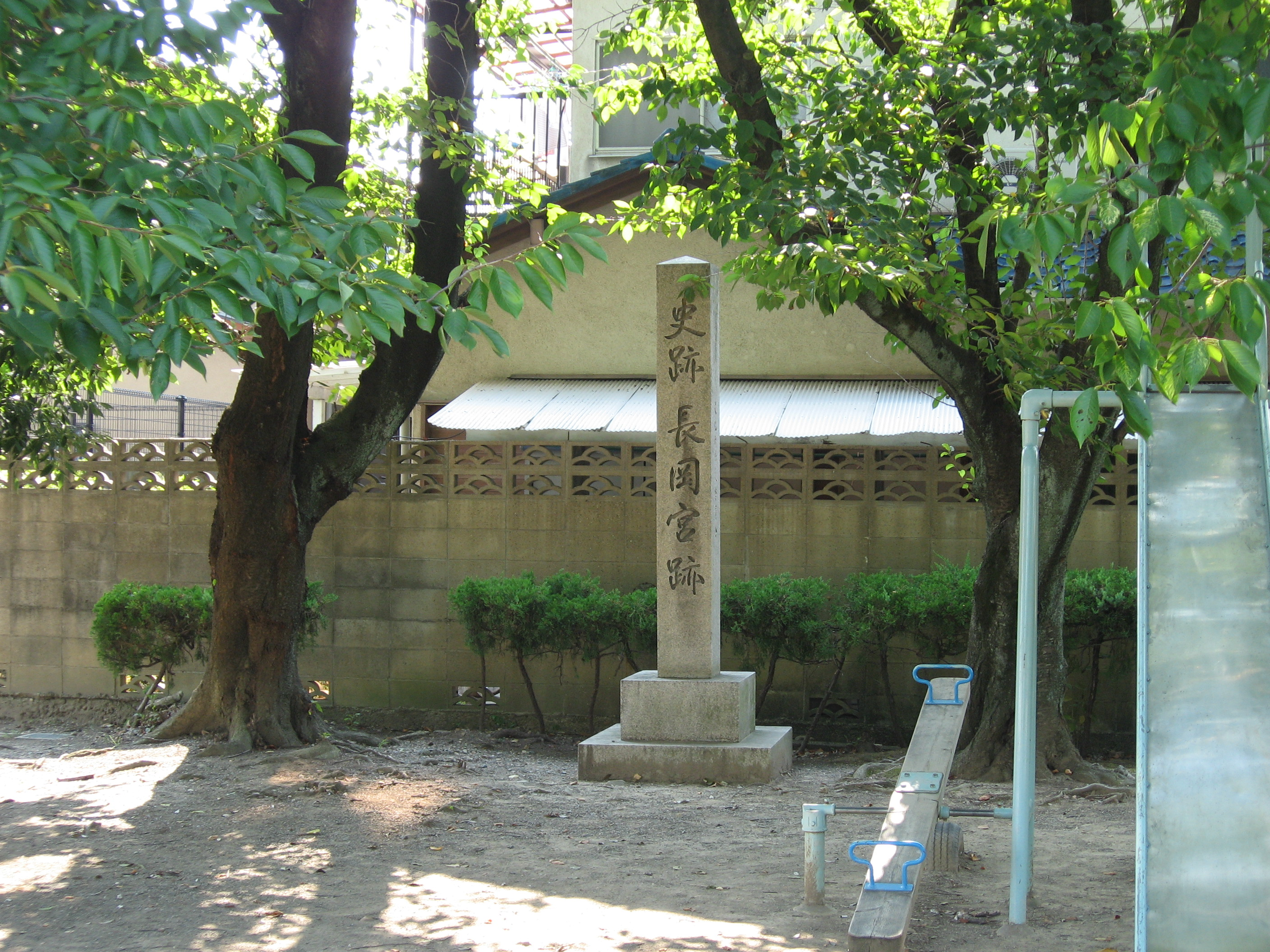
Stela znacząca miejsce, w którym znajdował się pałac cesarski w Nagaoce

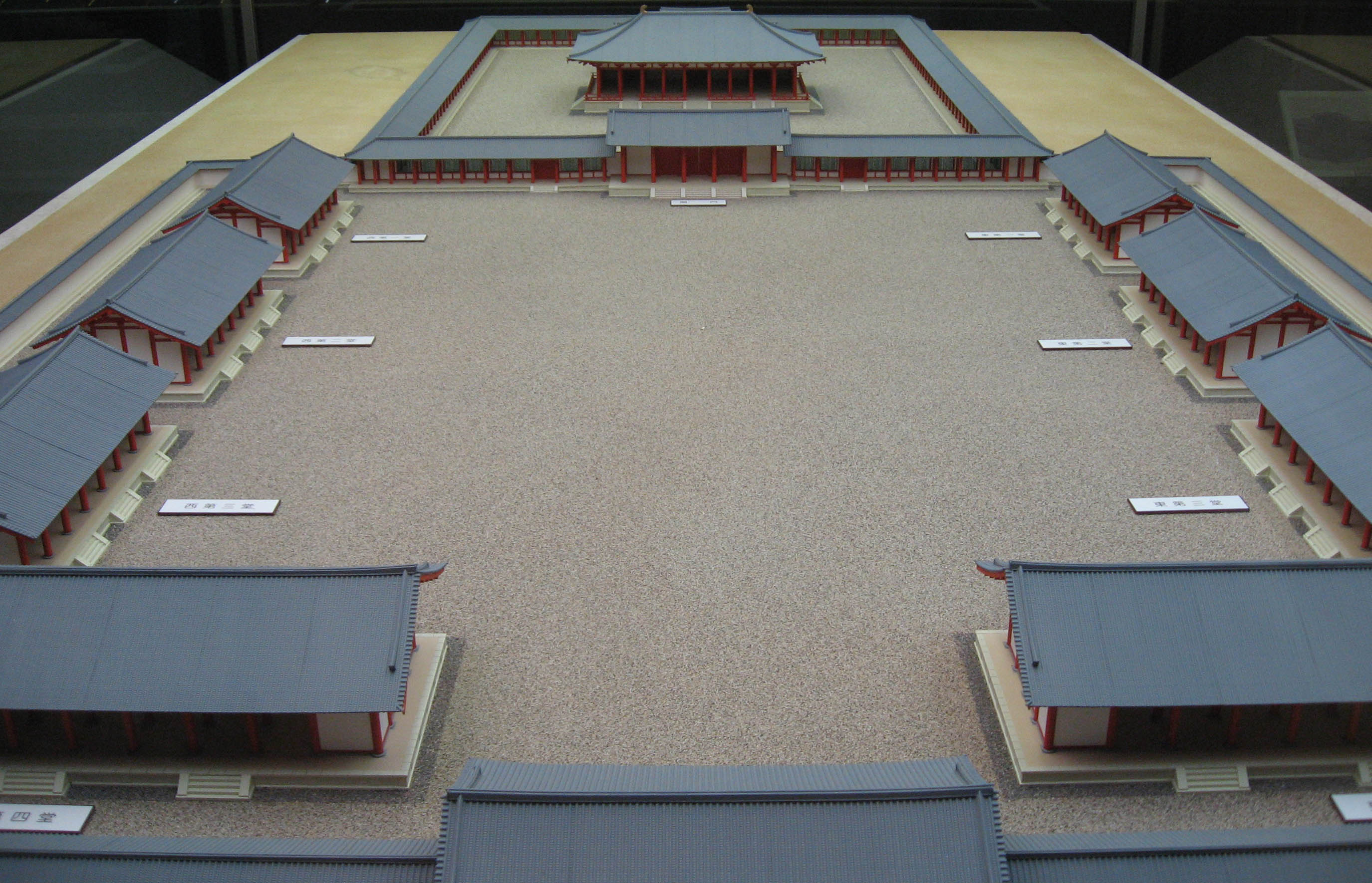
Rekonstrukcja pałacu cesarskiego w Nagaoce

W 784 roku cesarz Kammu postanowił o przeniesieniu stolicy z Heijō-kyō (dzisiejsza Nara). Powody nie są do końca jasne, ale mogły być nimi zbyt silne wpływy klasztorów buddyjskich, rozlokowanych wokół dotychczasowej stolicy lub fakt, że Nara była siedzibą konkurencyjnej wobec Kammu dawnej linii rodu cesarskiego. Wybrane miejsce w prowincji Yamashiro było lepiej skomunikowane z resztą kraju dzięki spławnej rzece Yodo, płynącej do portu Naniwa, ale było też centrum ziem należących do rodu matki cesarza, i związanych z dziadkiem Kammu, cesarzem Tenji. 
Prace prowadzono bardzo szybko. Już w roku podjęcia decyzji o przenosinach cesarz nakazał skierowanie rocznych podatków w naturze na miejsce nowej stolicy, zapewne w celu wyżywienia robotników pracujących na miejscu. Nakazano też wysyłanie materiałów budowlanych, grożąc zwolnieniem urzędnikom uchylającym się lub dostarczającym materiały niskiej jakości. Około półtora roku po rozpoczęciu budowy cesarz uznał, że prace są na tyle zaawansowane, by przenieść się do nowej stolicy. Tak szybkie tempo budowy było możliwe dzięki zaangażowaniu wielkich rzesz robotników odrabiających szarwark (w 785 roku 314 tys. ludzi − choć prawdopodobnie chodzi raczej o przepracowane dniówki), a także dzięki wykorzystaniu istniejących zapasów drewna budowlanego i przenosinom rozebranych struktur z dawnej stolicy. Archeologicznym śladem przenosin jest fakt, że filary budynków w Nagaoce były z reguły stawiane na kamiennych postumentach. Końcówki drewnianych filarów osadzonych w ziemi gniją - odpiłowanie zniszczonej części i umieszczenie skróconej kolumny na postumencie umożliwia odtworzenie pierwotnego budynku w niezmienionej postaci, co przyspiesza rekonstrukcję.
Pałace w Nagaoce, podobnie jak w Narze, były konstruowane według kontynentalnych (tj. chińskich) wzorów, ale większe niż poprzednio. Nagaoka miała być prawdopodobnie jedyną stolicą, a dodatkowa stolica w Naniwie miała zostać zlikwidowana. Nowa siedziba cesarska nie została nigdy dokończona mimo rozpoczętych z dużym rozmachem prac. Przed jej ukończeniem cesarz podjął kolejną decyzję o przeprowadzce, tym razem do Heian-kyō, czyli dzisiejszego Kioto. Jedną z przyczyn tej decyzji mogła być obawa przed mściwym duchem cesarskiego brata, księcia Sawary. Był on zamieszany w intrygi, które doprowadziły do śmierci Tanetsugu Fujiwary (737-785), odpowiedzialnego za budowę stolicy i za karę został wygnany (prawdopodobnie też zagłodził się na śmierć, by tego uniknąć). Jego duch miał prześladować dwór w Nagaoce, co przyspieszyło przenosiny w nowe miejsce (choć panowało przekonanie, iż duch księcia ścigał cesarską rodzinę i tam - żeby go uspokoić nawet podniesiono go pośmiertnie do rangi cesarza, a szczątki złożono w cesarskim mauzoleum). Bardziej prozaicznym powodem mógł być fakt, że nadrzeczna równina, choć dogodnie skomunikowana, była nieduża, co ograniczało potencjalny wzrost stolicy, i narażona na powodzie.
Ze względu na niedokończenie budowy krótkotrwałe rządy z Nagaoki zalicza się na ogół do okresu Nara (choć niektórzy datują koniec tego okresu na 784, rok przeprowadzki z Nary).